# NGC 6263
NGC 6263 је елиптична галаксија у сазвежђу Херкул која се налази на NGC листи објеката дубоког неба.
Деклинација објекта је + 27° 49' 21" а ректасцензија 16h 56m 43,1s. Привидна величина (магнитуда) објекта NGC 6263 износи 14,1 а фотографска магнитуда 15,1. NGC 6263 је још познат и под ознакама UGC 10618, MCG 5-40-8, CGCG 169-14, NPM1G +27.0546, PGC 59292.